# Наири (страна)
Наири — конфедерация племён на территории Армянского нагорья в конце II тыс. до н. э. В первой половине I тыс. до н. э. — ещё одно наименование царства Урарту.
Это название встречается в XIII—XI веках до н. э., причём некоторые географические объекты сохранили наименование «Наири» и впоследствии. Например озеро Ван называлось «морем страны Наири» (tâmtu ša mât Nairi) и в более поздних ассирийских текстах.
Некоторые исследователи считают ассирийское слово «Наири» названием народа хурритов, что дает ясную версию происхождения народов Урарту. Эта точка зрения подкрепляется исследованиями о связи языка Урарту с хурритским языком.
Недостаток источников не позволяет сделать окончательный вывод об этническом составе племён Наири и о степени распространения этих племён на территории Урарту. Иногда Наири отождествляется с Нихрией месопотамских и анатолийских источников (известно о хеттско-ассирийской битве при Нихрии за контроль над остатками царства Митанни), но появление сразу двух названий в одном списке свидетельствует против их тождественности.

## В культуре
Существуют также понятия страна Наири или наирский народ, обозначающие Армению и армянский народ. Используя его как древнее название Армении, русский поэт и арменовед Валерий Брюсов в стихотворении «К армянам» писал:
И уцелел ваш край Наирский

В крушеньях царств, меж мук земли:

Вы за оградой монастырской

Свои святыни сберегли.
Роман классика армянской литературы Егише Чаренца, рассказывающий об исторически сложной жизни Армении, также получил название «Страна Наири».